# Богата-Олтяне
Богата-Олтяне (рум. Bogata Olteană) — село у повіті Брашов в Румунії. Входить до складу комуни Хогіз.
Село розташоване на відстані 180 км на північ від Бухареста, 41 км на північний захід від Брашова.

## Населення
За даними перепису населення 2002 року у селі проживали 423 особи. Рідною мовою 421 особа (99,5%) назвала румунську.
Національний склад населення села:
| Національність | Кількість осіб | Відсоток |
| -------------- | -------------- | -------- |
| румуни         | 364            | 86,1%    |
| цигани         | 57             | 13,5%    |